# Microperoryctes papuensis
Microperoryctes papuensis là một loài động vật có vú trong họ Peramelidae, bộ Peramelemorphia. Loài này được Laurie mô tả năm 1952.